# Wensum
Wensum (ang. River Wensum) – rzeka we wschodniej Anglii, w hrabstwie Norfolk. Długość rzeki wynosi 75 km, powierzchnia dorzecza – 647 km².
Źródło rzeki znajdują się pomiędzy wsiami Whissonsett i Colkirk. Na znacznej długości płynie w kierunku południowo-wschodnim, przepływając przez miasta Fakenham i Norwich. Tuż za Norwich, koło Whitlingham, uchodzi do rzeki Yare.
Niemal na całej długości rzeka objęta jest ochroną jako obszar o szczególnym znaczeniu dla nauki (Site of Special Scientific Interest) oraz specjalny obszar ochrony siedlisk (Special Area of Conservation).